# Șerban Ioan
Șerban Ioan (ur. 2 maja 1948 w Bukareszcie) – rumuński lekkoatleta, który specjalizował się w skoku wzwyż.
Uczestnik igrzysk olimpijskich w Monachium (1972) podczas których zajął 16. miejsce osiągając wynik 2,10. Jego pierwszym występem międzynarodowym były europejskie igrzyska juniorów, które w 1964 roku gościła Warszawa – Ioan zajął tam wówczas 7. miejsce. W roku 1970 zdobył brązowy medal halowych mistrzostw Europy oraz letniej uniwersjady. W latach 1967–1970 pięciokrotnie ustanawiał rekord Rumunii w skoku wzwyż. Wielokrotny medalista mistrzostw kraju.

## Rekordy życiowe
- skok wzwyż (stadion) – 2,15 (9 maja 1970, Bukareszt & 9 września 1972, Monachium)
- skok wzwyż (hala) – 2,17 (15 marca 1970, Wiedeń)